# Équipe cycliste Televizier
Televizier est une équipe cycliste professionnelle néerlandaise. Créée pour participer au Tour des Pays-Bas lors de la saison 1961, elle est recréée en 1964. Elle devient Televizier-Batavus en 1966, puis disparaît à l'issue de la saison 1967.

## Histoire de l'équipe

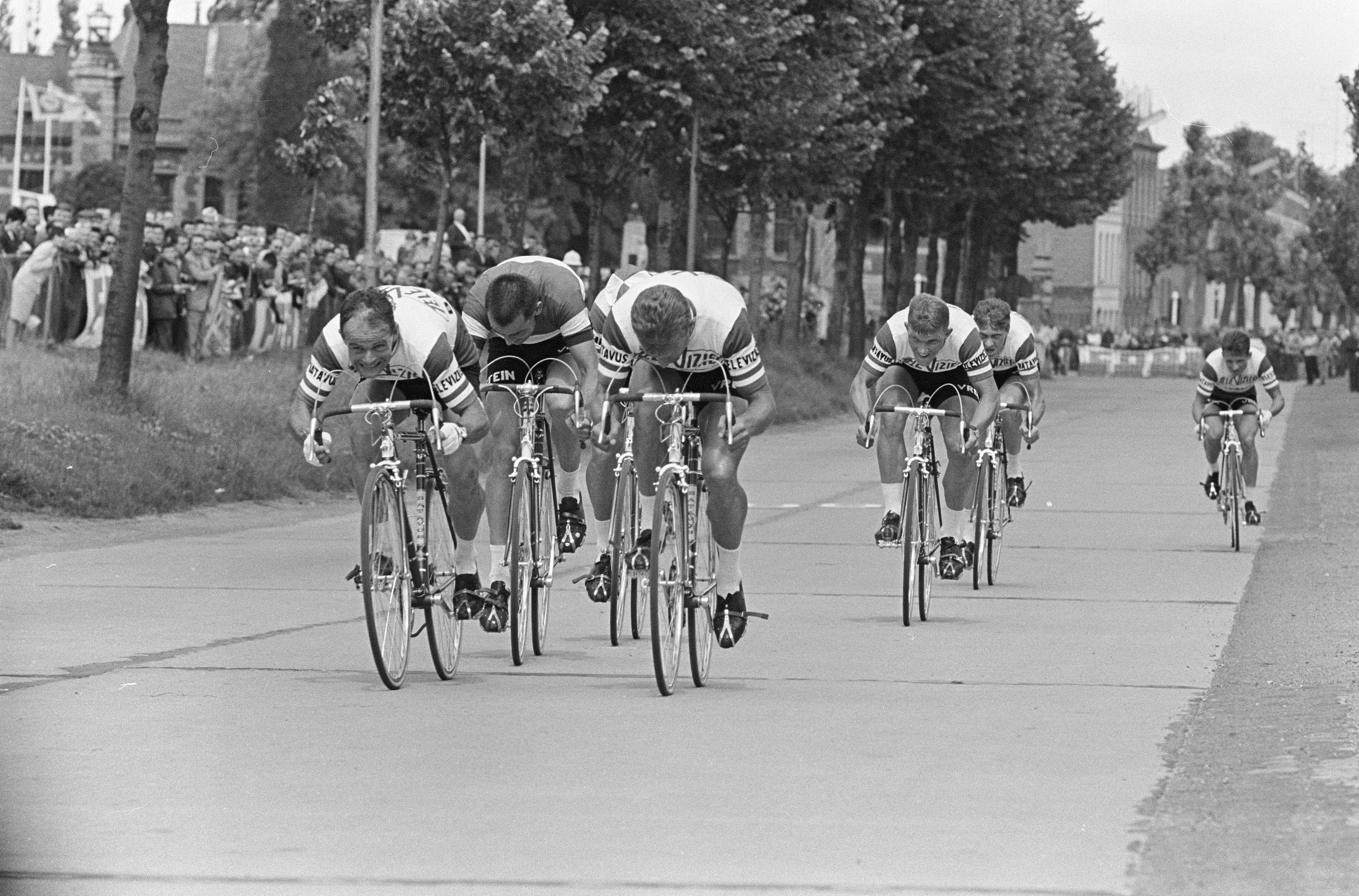
L'équipe Televizier-Batavus lors du contre-la-montre par équipes de la 3ea étape du Tour de France 1966 se déroulant sur 21 kilomètres autour de Tournai en Belgique qu'elle remporte.

L'équipe cycliste Televizier est créée en 1961 pour participer au Tour des Pays-Bas.
Elle est recréée en 1964. Elle change de nom à partir de la saison 1966 pour Televizier-Batavus. Elle disparaît à l'issue de la saison 1967.

## Effectifs

### 1961
| Effectif 1961      | Effectif 1961     | Effectif 1961 | Effectif 1961     |
| Cycliste           | Date de naissance | Pays          | Équipe précédente |
| ------------------ | ----------------- | ------------- | ----------------- |
| Gerrit Lentelink   | 17 mars 1932      | Pays-Bas      |                   |
| Theo Sijthoff      | 6 février 1937    | Pays-Bas      |                   |
| Mik Snijder        | 6 février 1931    | Pays-Bas      |                   |
| Joop Van de Putten | 22 septembre 1935 | Pays-Bas      |                   |
| Ab van Egmond      | 25 août 1938      | Pays-Bas      |                   |
| Wim van Est        | 25 mars 1923      | Pays-Bas      |                   |
|                    |                   |               |                   |
| Source : UCI       |                   |               |                   |

note: Gerrit Lentelink
note: Theo Sijthoff
note: Mik Snijder
note: Joop Van de Putten
note: Ab van Egmond
note: Wim van Est